# Conradtina longicornis
Conradtina longicornis är en tvåvingeart som beskrevs av Günther Enderlein 1911. Conradtina longicornis ingår i släktet Conradtina och familjen borrflugor. Inga underarter finns listade i Catalogue of Life.